# Gilles Costaz
 (novembre 2012).
Si vous disposez d'ouvrages ou d'articles de référence ou si vous connaissez des sites web de qualité traitant du thème abordé ici, merci de compléter l'article en donnant les références utiles à sa vérifiabilité et en les liant à la section « Notes et références ».
Pour les articles homonymes, voir Costaz.
Gilles Costaz, né le 30 novembre 1943 à Valence, est un journaliste, critique dramatique et dramaturge français. 

## Biographie
Partagé entre l'édition et le journalisme, il a publié plusieurs livres et travaillé aux éditions Belfond. Il écrit aussi en tant que critique littéraire dans le journal Politis, dans Les Nouvelles Littéraires, Le Quotidien de Paris, et le Magazine littéraire. Il a dirigé la rubrique littéraire du mensuel d'André Parinaud, La Galerie-Jardin des Arts. 
Il fut critique pour l'émission de radio Le Masque et la Plume entre 1983 et 2021. 
Gilles Costaz est par ailleurs l'auteur de six pièces de théâtre. 

## Pièces de théâtre
- 2013 : L'Île de Vénus
- 2013 : Le Solliciteur inconnu[2]
- 2002 : À jouer sur la Lune[3]
- 1996 : Le Keurps
- 1994 : Retour à Pétersbourg d'après Crime et Châtiment de Dostoïevski
- 1991 : Le Crayon